# Evol (italská hudební skupina)
Evol byla italská black metalová kapela založená roku 1993 ve městě Padova. Do své tvorby zakomponovala i folkové motivy.
První studiové album s názvem The Saga of the Horned King vyšlo roku 1995. Kapela vydala 3 dlouhohrající alba, poté se v roce 2001 rozpadla.

## Diskografie

### Dema
- The Tale of the Horned King (1993)
- The Dark Dreamquest Part I (1994)

### Studiová alba
- The Saga of the Horned King (1995)
- Dreamquest (1996)[1]
- Portraits (1999)

### EP
- Ancient Abbey (1998)
- Tower of the Necromancer (2000)

### Kompilace
- Dies Irae (2001)
- The Tale of the Dark Dreamquest – Demo Tape 1993/1994 (2019) – obsahuje dema The Tale of the Horned King, The Dark Dreamquest Part I a EP Tower of the Necromancer